# Pseudadenia schweinfurthii
Pseudadenia schweinfurthii är en orkidéart som först beskrevs av Christoph Friedrich Hegelmaier och Anton Joseph Kerner, och fick sitt nu gällande namn av Peter Francis Hunt. Pseudadenia schweinfurthii ingår i släktet Pseudadenia och familjen orkidéer. Inga underarter finns listade i Catalogue of Life.